# Avahi meridionalis
Avahi meridionalis  (лат.) — примат из семейства индриевых. Был описан в 2006 году. Ночные животные, образующие небольшие семейные группы. Площадь территории группы составляет от 2,2 до 3,5 гектаров.

## Описание
Шерсть на спине серо-коричневая, более светлого оттенка снизу спины. Брюхо, грудь и внутренние поверхности конечностей серые. Хвост красно-коричневый, более тёмный к кончику. Средний вес взрослого самца около 1,1 кг, взрослой самки около 1,2 кг. Средняя длина тела без хвоста 27 см для самок и 25 см для самцов.

## Распространение
Встречаются на Мадагаскаре на территории заповедника Андухахела, точные границы ареала неизвестны. В юго-восточных прибрежных лесах симпатричные виды Microcebus rufus, Cheirogaleus major и Cheirogaleus medius, а также Eulemur collaris, в лесу Мандена симпатричен с Hapalemur meridionalis.

## Рацион
В рационе в основном листья и молодые побеги. Дополнением к рациону служат цветы и другие части растений.

## Статус популяции
Обитают в прибрежных лесах на юго-востоке Мадагаскара. Ареал достаточно сильно фрагментирован, что отрицательным образом сказывается на численности популяции. Точных данных о количестве этих животных и плотности популяции нет. Международный союз охраны природы присвоил этому виду охранный статус «Данных недостаточно».